# Pacificatiepolitiek
Pacificatiepolitiek of consociationalisme is een politiek waarbij, ondanks grote tegenstellingen tussen de verschillende maatschappelijke zuilen, uiteindelijk een consensus wordt bereikt. Binnen de context van een verzuilde maatschappij kan hierdoor politieke stabiliteit bereikt worden. De nadruk ligt hierbij op het afbouwen van conflicten en niet op het oplossen van problemen. De tegenstellingen worden opgelost buiten de politiek, door speciaal ingestelde commissies. Het kan hierbij voorkomen dat er lange tijd geen beslissing wordt genomen.
Een dergelijke pacificatiepolitiek vereist een zakelijke benadering door de belanghebbende maatschappelijke partijen, waarbij de ideologische verschillen worden gerespecteerd, en gewaarborgd. Volstrekte geheimhouding over de onderlinge contacten is geboden, de achterban wordt buiten de besluitvorming gehouden. De parlementaire democratie komt daardoor onder druk te staan.
Sinds het werk van Gerhard Lembruch is er veel aandacht voor het pacificatiebeleid. Val Rogin Lorwin deelde Nederland, België, Luxemburg en Oostenrijk in als sterk verzuilde landen. Middelmatig verzuild waren Italië, Duitsland, Frankrijk, Zwitserland en de Verenigde Staten. In Nederland, België, Zwitserland (Konkordanzdemokratie) en Oostenrijk (Proporzdemokratie) werd een pacificatiepolitiek toegepast. Waar de tegenstellingen voor de Eerste Wereldoorlog in deze landen voor de nodige conflicten hadden gezorgd, kon vooral na de Tweede Wereldoorlog samengewerkt worden dankzij pacificatie.
In de klassiek calvinistische staatsopvatting waarin de macht in de samenleving van onderaf opgebouwd wordt, wordt de leer van het consociationalisme van Johannes Althusius vaak verbonden met de soevereiniteit in eigen kring van Abraham Kuyper die daarop voortboorduurde.
Dit politiek bestel is tegenwoordig bekend als het poldermodel.

## Nederland
Arend Lijphart bestempelde de politiek in Nederland van 1918-1973 als pacificatiepolitiek. Na de Pacificatie van 1917 werkten de leiders van de zuilen samen, zonder daar de achterban bij te betrekken. De grote tegenstellingen die de periode hadden gekenmerkt – de schoolstrijd, de uitbreiding van het kiesrecht en de verbetering van de sociale omstandigheden van de arbeiders – konden met het streven naar consensus beteugeld worden. Hierdoor kon Nederland zich tot een stabiele samenleving ontwikkelen.
Bezwaren tegen de pacificatiepolitiek, met name de beperkte invloed van de kiezers (het democratisch tekort), en het einde van de economische groei die de periode na de Tweede Wereldoorlog had gekenmerkt (de jaren van de wederopbouw), zorgden in de jaren zeventig voor toenemende polarisatie, waarmee een einde kwam aan deze politiek.

## België
Voor België is de pacificatiepolitiek nooit dé kenmerkende factor geweest, het was slechts een van de gebruikte methoden, naast particratie en neocorporatisme. Behalve levensbeschouwelijke tegenstellingen, was er sprake van een antithese tussen het patronaat en de arbeidersklasse, en tussen de Vlamingen en de Franse Gemeenschap. De Belgische politieke geschiedenis kent een aantal belangrijke momenten van pacificatie. Zo werd in 1950 de koningskwestie door pacificatie opgelost. In 1958 maakte het Schoolpact een einde aan de lange schoolstrijd. In 1960 werd de onafhankelijkheid van Congo via pacificatie bereikt. In 1977 kwam het Egmontpact via pacificatie tot stand. Idem voor de staatshervorming van 1988-1989 en het daaropvolgende Sint-Michielsakkoord.

## Suriname

De oude vlag van Suriname, die Eenheid in Verscheidenheid symboliseerde

Het begrip consociationalisme, oorspronkelijk van Lijphart, is door Dew ook toegepast om de Surinaamse politiek aan te duiden vanaf het Statuut of liever vanaf de invoering van het algemeen stemrecht in 1948. Dew beschreef het als apanjaht consociationalisme in verwijzing naar de uitspraak Eenheid in Verscheidenheid van de grondlegger en ideoloog van de VHP, Jñan Adhin. Het Surinaamse politieke bestel wordt echter vaker met de term etnische politiek aangeduid, omdat de verzuiling in het land in veel opzichten nog veel dieper ging dan in het eertijdse moederland. Waren in Nederland de zuilen op levensbeschouwlijke verschillen gebaseerd onder mensen die vrijwel allemaal blanke Europeanen waren die Nederlands spraken, in Suriname hadden zij hun oorsprong in Afrika, India en Java en spraken zij verschillende talen en waren zij aanhangers van andere religies. In Suriname werden er aanvankelijk drie zulke, veel diepere zuilen gesticht, de NPS voor de creool (1946), de VHP voor de Hindostaan (1949) en de KTPI voor de Javaan (1949). Men kan zeggen dat er later een vierde zuil voor de Marrons is bijgekomen.
Desi Bouterses NDP kan gezien worden als een doorbraak tegen deze zuilenpolitiek, die tot groot cliëntelisme gevoerd had. Er werden bijvoorbeeld veel overheidsbaantjes voor de achterban gecreëerd. De NDP voerde dat als kritiek op het oude bestel, maar onder hun bewind werd de spookambtenaar een bekend begrip in het land. Echter zelfs in de verkiezingen van 2020 waarin deze partij een zware nederlaag leed en naar de oppositiebanken verwezen werd, was zij de enige die in alle districten stemmen behaalde. De VHP had zich weliswaar al veel eerder omgedoopt van Verenigde Hindostaanse Partij naar Vooruitstrevende Hervormings Partij, maar dat is pas onder Santokhi meer dan een verandering in naam geworden. De Surinaamse ontzuiling is daarmee nog een voortgaande ontwikkeling.